# Premio Charles Lathrop Parsons
Il Premio Charles Lathrop Parsons (Charles Lathrop Parsons Award) è un riconoscimento assegnato ogni 2 anni ad un membro dell'American Chemical Society per meriti particolari di servizio pubblico. I vincitori vengono scelti dal Board of Directors dell'ACS da una lista di massimo 5 candidati presentata dall'ACS Committee on Grants and Awards. Il Board può inoltre decidere discrezionalmente di assegnare il premio anche dopo solo un anno dall'ultima premiazione, qualora lo ritenga opportuno. Istituito nel 1952, il premio è intitolato al suo primo vincitore, Charles Lathrop Parsons. La prima donna ad essere premiata fu Mary L. Good nel 1991.

## Vincitori
- 1952 Charles Lathrop Parsons
- 1955 James B. Conant
- 1958 Roger Adams
- 1961 George B. Kistiakowsky
- 1964 Glenn T. Seaborg
- 1967 Donald F. Hornig
- 1970 W. Albert Noyes, Jr.
- 1973 Charles C. Price
- 1974 Russell W. Peterson
- 1976 William Oliver Baker
- 1978 Charles G. Overberger
- 1983 James G. Martin
- 1985 Franklin A. Long
- 1987 Norman Hackerman
- 1989 Arnold O. Beckman
- 1991 Mary L. Good[5]
- 1993 B. R. Stanerson[6][7]
- 1995 Alfred Bader
- 1999 Mike McCormack
- 2001 Richard N. Zare
- 2003 Zafra M. Lerman
- 2005 Marye Anne Fox
- 2007 S. Allen Heininger[8]
- 2009 Glenn A. Crosby e Jane L. Crosby[9]
- 2011 Michael E. Strem[10]
- 2013 Geraldine L. Richmond
- 2015 Paul H. L. Walter[11]
- 2017 John I. Brauman